# Burgstall Kleinziegenfeld
Der Burgstall Kleinziegenfeld ist der Rest einer mittelalterlichen Felsenburg 435 m ü. NN im Besitz des Hochstifts Bamberg im Weismainer Ortsteil Kleinziegenfeld in Oberfranken.
Der Burgstall befindet sich an einem bewaldeten Steilhang etwa 100 Meter nördlich des Kleinziegenfelder Schlosses und könnte zumindest auch eine Zeit lang mit diesem zusammengebaut gewesen sein. Mangels urkundlicher Aufzeichnungen kann nicht mehr festgestellt werden, ob es in Kleinziegenfeld einst drei Burgen oder eine dreigeteilte Burganlage gab. Die Reste der bischöflichen Burg sind ein Bodendenkmal und werden vom Bayerischen Landesamt für Denkmalpflege unter der Nummer D-4-5933-0169 geführt.

## Geschichte

### Das Geschlecht derer von Ziegenfeld
Ein erster Hinweis auf das Adelsgeschlecht derer von Ziegenfeld befindet sich in einer undatierten Urkunde des Klosters Michelsberg, etwa aus dem Jahr 1225, in der ein „Fridericus de Cigenuelt“  (Friedrich von Ziegenfeld) oder „Gotfridus de Zigenvelt“ (Gottfried von Ziegenfeld) genannt wird. Bald darauf tauchten in Dokumenten auch die Namen „Gottfried“ und „Eberhard von Ziegenfeld“ auf; alle drei waren nachweislich Dienstleute der Edelfreien von Arnstein. Nach der letztmaligen Erwähnung von „Hans Ziegenfelder“ im Jahr 1395 erlosch das Geschlecht vermutlich wieder. Bei keinem der Herren von Ziegenfeld ist in den Urkunden ein Hinweis zu finden, auf welcher Burg sie ansässig waren.

### Abgegangene Burg 1 – Hochstift Bamberglicher Besitz

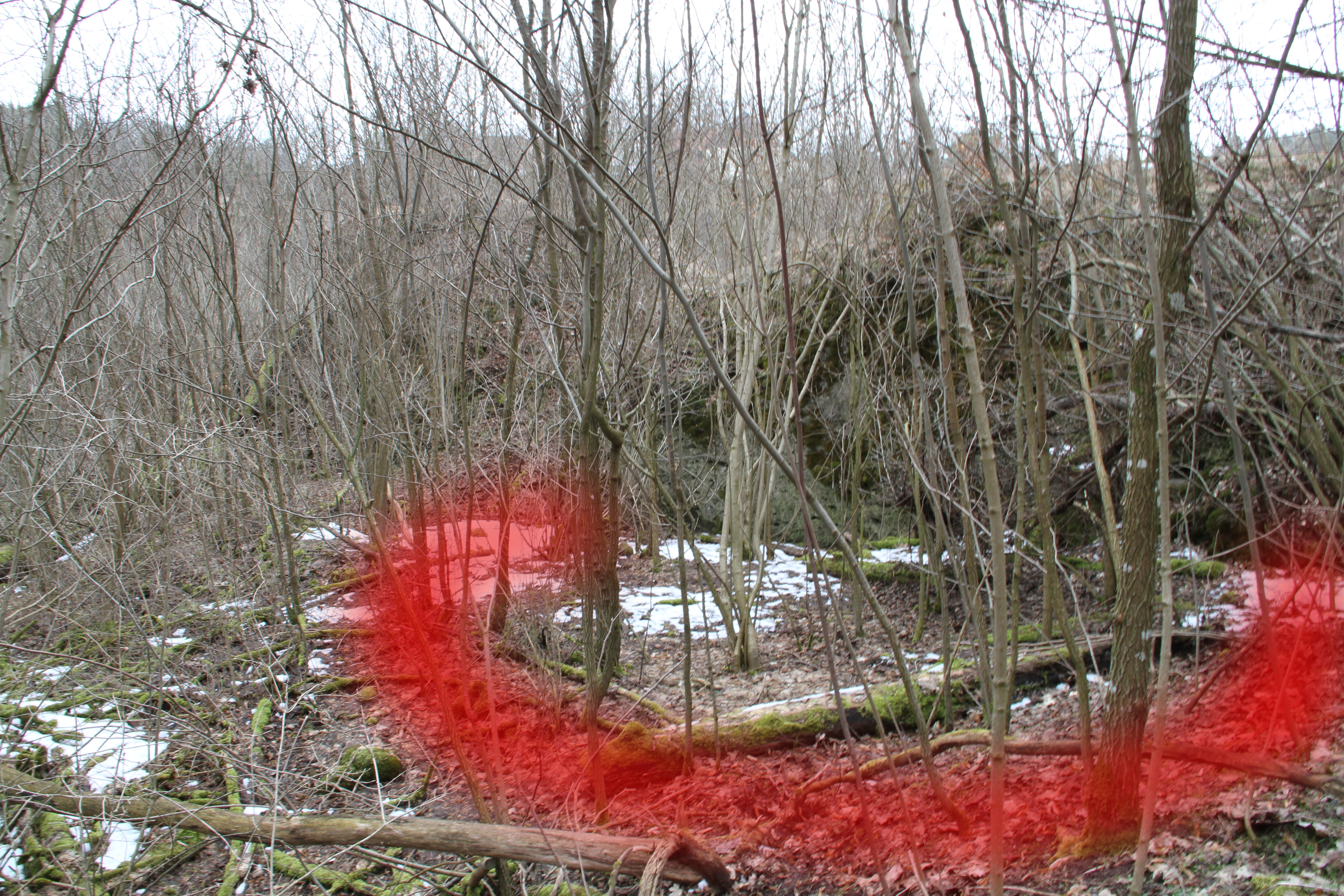
Bild identisch mit dem oberen – Der rot gefärbte Halbkreis kennzeichnet eine vor Ort deutlich erkennbare kreisförmige Erhebung im Boden. Vermutlich handelt es sich dabei um die überwucherten Fundamentreste eines Turms, evtl. des Bergfrieds. Der Fels hinter dem Halbkreis war wahrscheinlich Teil dieses Turms.

Im Jahr 1316 errichtete das Hochstift Bamberg eine Burg in Kleinziegenfeld. Die Bischöfe gaben sie als Lehen den Edlen von Trimberg. Konrad von Trimberg gab sie als Afterlehen an Friedrich und Konrad von Modschiedel weiter. 1337 kam die Burg in den Besitz des Albrecht von Pünzendorf, der sie durch Heirat mit Elsbeth (Gispet) von Motschiedel, Tochter des Konrad von Modschiedel erlangt hatte. Mit dem Tod von Arrois von Trimberg erlosch am 4. November 1376 das Geschlecht derer von Trimberg, so dass Albrecht von Pünzendorf als Unterverwalter die Burg wieder verlor, die an die Bamberger Bischöfe zurückging. Die neuen Lehensmänner der Burg wurden noch im Jahr 1376 die Grafen von Henneberg. Vermutlich bereits 1377 erhielten die Söhne des Albrecht von Pünzendorf, Walter, Nykel und Fritz, die Burg als Lehen. Am 28. Juli 1377 trugen sie diese wiederum dem Nürnberger Burggrafen Friedrich V. zum Lehen auf. Für die Burggrafen war die Burg von hoher Bedeutung, da sie an der damals wichtigen Handelsstraße von Stadelhofen nach Weismain und in unmittelbarer Nähe der Geleitstraße von Bamberg nach Kulmbach lag. Ihre erhöhte Lage steigerte zudem den militärischen Wert gegenüber der niedriger gelegenen bambergischen Burg.
Für das Jahr 1396 ist dokumentiert, dass die Familie von Aufseß die Burg besaß. 1409 setzte Burggraf Johann III. Heinz von Giech als Amtmann ein. Bis 1324 war Georg von Henneberg Lehensherr der Burg, bis er auf seine Rechte verzichtete und sie an die Bamberger Bischöfe als Oberherren zurückgab. Bei der Fehde von Georg I. von Schaumberg, dem damaligen Bischof von Bamberg, mit Konrad IX. von Aufseß im Jahr 1463 ließ der Bischof die Burg ausbrennen und niederreißen, damit sie nicht an den Feind fiel. Gegenwärtig sind davon am Steilhang nördlich des Kleinziegenfelder Schlosses, in etwa 100 Meter Entfernung noch ein Halsgraben mit Wall, ein geringer Mauerrest des Kellers sowie Spuren von Felsbearbeitung zu erkennen.

### Abgegangene Burg 2 – Reichsgut
Neben der erwähnten Burg gab es seit der Regierungszeit des Bamberger Bischofs Heinrich I. von Bilversheim (1242–1257) eine weitere Burg in Kleinziegenfeld, ebenfalls im Eigentum der Bamberger Bischöfe. Verwaltende Lehensmänner waren die Grafen von Beichlingen. Sie wurde vermutlich 1406 zerstört, dennoch bis Ende des 15. Jahrhunderts pro forma weiterverliehen. Die genaue Lage der Burg ist nicht bekannt.

### Abgegangene Burg 3 – Das Schloss Kleinziegenfeld
Die dritte Burg befand sich direkt östlich des Kleinziegenfelder Schlosses. Dabei handelte es sich eigentlich um das 1571 erbaute Jägerhaus der ehemaligen Burganlage, das als einziges Gebäude noch erhalten ist.